# Штефані Фогт
Штефані Фогт (нім. Stephanie Vogt, нім. вимова: [ˈʃtɛfaniː ˈfoːkt]; нар. 15 лютого 1990) — колишня тенісистка з Ліхтенштейну.
Здобула дванадцять одиночних та одинадцять парних титулів туру ITF, два парні титули туру WTA.
Найвищу одиночну позицію світового рейтингу — 137 місце досягла 24 лютого 2014, парну — 69 місце — 22 лютого 2016 року.
В Кубку Федерації рахунок перемог-поразок становить 23–18.
Завершила кар'єру 2016 року.

## Фінали турнірів WTA

### Парний розряд: 2 (2 титули)
| Легенда                             |
| ----------------------------------- |
| Турніри Великого шолома (0–0)       |
| Premier Mandatory & Premier 5 (0–0) |
| Premier (0–0)                       |
| International (2–0)                 |

| Фінали за покриттям |
| ------------------- |
| Тверде (1–0)        |
| Ґрунт (1–0)         |
| Трава (0–0)         |
| Килим (0–0)         |

| Результат | Ранг | Дата           | Турнір                  | Покриття   | Партнер       | Опоненти                          | Рахунок          |
| --------- | ---- | -------------- | ----------------------- | ---------- | ------------- | --------------------------------- | ---------------- |
| Перемога  | 1.   | 20 жовтня 2013 | BGL Luxembourg Open     | Тверде (i) | Яніна Вікмаєр | Крістіна Барруа Лаура Торп        | 7–6(7–2), 6–4    |
| Перемога  | 2.   | 26 липня 2015  | Gastein Ladies, Австрія | Ґрунт      | Данка Ковініч | Луціє Градецька Лара Арруабаррена | 4–6, 6–4, [10–3] |

## Фінали ITF

### Одиночний розряд: 19 (12 титулів, 7 поразок)
| Легенда          |
| ---------------- |
| Турніри $100,000 |
| Турніри $75,000  |
| Турніри $50,000  |
| Турніри $25,000  |
| Турніри $15,000  |
| Турніри $10,000  |

| Фінали за покриттям |
| ------------------- |
| Тверде (3–2)        |
| Ґрунт (9–5)         |
| Трава (0–0)         |
| Килим (0–0)         |

| Результат | Ранг | Дата              | Турнір                                                    | Покриття   | Опонент                | Рахунок       |
| --------- | ---- | ----------------- | --------------------------------------------------------- | ---------- | ---------------------- | ------------- |
| Перемога  | 1.   | 24 червня 2007    | ITF Davos, Швейцарія                                      | Ґрунт      | Джессіка Мор           | 6–4, 4–6, 6–3 |
| Поразка   | 1.   | 19 серпня 2007    | ITF Pesaro, Італія                                        | Ґрунт      | Полона Герцог          | 2–6, 6–2, 1–6 |
| Поразка   | 2.   | 28 жовтня 2007    | ITF Мексика City                                          | Тверде     | Олівія Санчес          | 6–2, 2–6, 2–6 |
| Поразка   | 3.   | 16 лютого 2008    | ITF Майорка, Іспанія                                      | Ґрунт      | Полона Герцог          | 6–4, 1–6, 3–6 |
| Перемога  | 2.   | 4 травня 2008     | ITF Makarska, Хорватія                                    | Ґрунт      | Анастасія Пивоварова   | 6–2, 6–3      |
| Перемога  | 3.   | 29 травня 2010    | ITF Веленє, Словенія                                      | Ґрунт      | Pavla Šmídová          | 6–1, 6–2      |
| Перемога  | 4.   | 31 жовтня 2010    | ITF Cairo, Єгипет                                         | Ґрунт      | Маша Зец-Пешкірич      | 6–1, 6–3      |
| Поразка   | 4.   | 23 січня 2011     | ITF Andrézieux-Bouthéon, Франція                          | Тверде     | Мона Бартель           | 3–6, 6–3, 4–6 |
| Поразка   | 5.   | 10 липня 2011     | ITF Aschaffenburg, Німеччина                              | Ґрунт      | Флоренсія Молінеро     | 6–7(6), 1–6   |
| Перемога  | 5.   | 11 вересня 2011   | ITF Alphen aan den Rijn, Нідерландські Антильські острови | Ґрунт      | Катажина Пітер         | 6–2, 6–4      |
| Поразка   | 6.   | 18 вересня 2011   | ITF Rotterdam, Нідерландські Антильські острови           | Ґрунт      | Діна Пфіценмаєр        | 6–3, 1–6, 1–6 |
| Поразка   | 7.   | 3 листопада 2012  | ITF Нетанья, Ізраїль                                      | Тверде     | Анна Кароліна Шмідлова | 6–0, 3–6, 4–6 |
| Перемога  | 6.   | 10 березня 2013   | ITF Sutton, Велика Британія                               | Тверде (i) | Каріна Віттгефт        | 3–6, 6–4, 6–3 |
| Перемога  | 7.   | 17 березня 2013   | ITF Bath, Велика Британія                                 | Тверде (i) | Ан-Софі Месташ         | 7–6(3), 6–3   |
| Перемога  | 8.   | 13 липня 2013     | Open de Biarritz, Франція                                 | Ґрунт      | Анна Кароліна Шмідлова | 1–6, 6–3, 6–2 |
| Перемога  | 9.   | 15 вересня 2013   | ITF Подгориця, Чорногорія                                 | Ґрунт      | Анетт Контавейт        | 6–4, 6–3      |
| Перемога  | 10.  | 16 лютого 2014    | ITF São Paulo, Бразилія                                   | Ґрунт      | Марина Мельникова      | 6–1, 6–4      |
| Перемога  | 11.  | 14 листопада 2014 | ITF Bath, Велика Британія                                 | Тверде (i) | Альберта Бріанті       | 6–3, 7–6(3)   |
| Перемога  | 12.  | 6 червня 2015     | ITF Brescia, Італія                                       | Ґрунт      | Андреа Гаміс           | 7–6(3), 6–4   |

### Парний розряд: 27 (11 титулів, 16 поразок)
| Легенда          |
| ---------------- |
| Турніри $100,000 |
| Турніри $75,000  |
| Турніри $50,000  |
| Турніри $25,000  |
| Турніри $10,000  |

| Фінали за покриттям |
| ------------------- |
| Тверде (2–3)        |
| Ґрунт (9–12)        |
| Трава (0–1)         |
| Килим (0–0)         |

| Результат | Ранг | Дата              | Турнір                            | Покриття   | Партнер              | Опоненти                                     | Рахунок             |
| --------- | ---- | ----------------- | --------------------------------- | ---------- | -------------------- | -------------------------------------------- | ------------------- |
| Перемога  | 1.   | 16 лютого 2008    | ITF Майорка, Іспанія              | Ґрунт      | Полона Герцог        | Летісія Костас Maite Gabarrús-Alonso         | 7–6(2), 6–3         |
| Поразка   | 1.   | 19 квітня 2008    | ITF Bari, Італія                  | Ґрунт      | Полона Герцог        | Альберта Бріанті Анна Флоріс                 | 3–6, 3–6            |
| Перемога  | 2.   | 4 травня 2008     | ITF Makarska, Хорватія            | Ґрунт      | Полона Герцог        | Тадея Маєрич Маша Зец-Пешкірич               | 7–5, 6–2            |
| Поразка   | 2.   | 11 квітня 2010    | ITF Hvar, Хорватія                | Ґрунт      | Leonie Mekel         | Marlot Meddens Nicole Thyssen                | 4–6, 1–6            |
| Поразка   | 3.   | 31 жовтня 2010    | ITF Cairo, Єгипет                 | Ґрунт      | Маша Зец-Пешкірич    | Яні Река Луца Martina Kubičíková             | 7–6(4), 1–6, [9–11] |
| Поразка   | 4.   | 3 липня 2011      | ITF Vaihingen, Німеччина          | Ґрунт      | Гана Бірнерова       | Дарія Юрак Анаїс Лорендон                    | 6–4, 1–6, [0–10]    |
| Поразка   | 5.   | 10 липня 2011     | ITF Aschaffenburg, Німеччина      | Ґрунт      | Гана Бірнерова       | Пемра Озген Сема Юріка                       | 4–6, 6–7(5)         |
| Поразка   | 6.   | 23 жовтня 2011    | ITF Glasgow, Велика Британія      | Тверде (i) | Івонн Мойсбургер     | Емма Лайне Крістіна Младенович               | 2–6, 4–6            |
| Перемога  | 3.   | 25 березня 2012   | ITF Bath, Велика Британія         | Тверде (i) | Татьяна Марія        | Жюлі Куен Мелані Саут                        | 6–3, 3–6, [10–3]    |
| Поразка   | 7.   | 6 квітня 2012     | ITF Тессендерло, Бельгія          | Ґрунт (i)  | Татьяна Малек        | Демі Схюрс Марина Заневська                  | 4–6, 3–6            |
| Перемога  | 4.   | 15 липня 2012     | ITF Aschaffenburg, Німеччина      | Ґрунт      | Флоренсія Молінеро   | Малу Ейдесгаард Яні Река Луца\|Река Луца Яні | 6–3, 7–6(2)         |
| Поразка   | 8.   | 13 квітня 2013    | ITF Edgbaston, UK                 | Тверде (i) | Рішель Гогеркамп     | Крістіна Барруа Ана Врлич                    | 4–6, 6–7(2)         |
| Перемога  | 5.   | 4 травня 2013     | ITF Чивітавекк'я, Італія          | Ґрунт      | Рената Ворачова      | Паула Каня Магда Лінетт                      | 6–3, 6–4            |
| Поразка   | 9.   | 30 червня 2013    | ITF Штутгарт, Німеччина           | Ґрунт      | Сандра Заневська     | Крістіна Барруа Лаура Зігемунд               | 6–7(1), 4–6         |
| Перемога  | 6.   | 6 вересня 2013    | ITF Местре, Італія                | Ґрунт      | Лаура Торп           | Петра Крейсова Тереза Сміткова               | 7–6(5), 7–5         |
| Поразка   | 10.  | 7 березня 2014    | ITF Campinas, Бразилія            | Ґрунт      | Лаура Торп           | Людмила Кіченок Олександра Панова            | 1–6, 3–6            |
| Перемога  | 7.   | 10 травня 2014    | ITF Trnava, Словаччина            | Ґрунт      | Чжен Сайсай          | Маргарита Гаспарян Євгенія Родіна            | 6–4, 6–2            |
| Перемога  | 8.   | 31 травня 2014    | ITF Градо, Італія                 | Ґрунт      | Вероніка Сепеде Ройг | Лара Арруабаррена Флоренсія Молінеро         | 6–4, 6–2            |
| Поразка   | 11.  | 14 червня 2014    | Nottingham Challenge, UK          | Трава      | Вероніка Сепеде Ройг | Ярміла Вулф Аріна Родіонова                  | 6–7(0), 1–6         |
| Поразка   | 12.  | 5 липня 2014      | Reinert Open, Німеччина           | Ґрунт      | Вероніка Сепеде Ройг | Габріела Дабровскі Маріана Дуке-Маріньо      | 4–6, 2–6            |
| Перемога  | 9.   | 11 липня 2014     | Open de Biarritz, Франція         | Ґрунт      | Флоренсія Молінеро   | Лурдес Домінгес Ліно Тельяна Перейра         | 6–2, 6–2            |
| Перемога  | 10.  | 26 вересня 2014   | ITF Подгориця, Чорногорія         | Ґрунт      | Александра Каданцу   | Ксенія Кнолль Аранча Рус                     | 6–1, 3–6, [10–2]    |
| Поразка   | 13.  | 5 червня 2015     | ITF Brescia, Італія               | Ґрунт      | Марія Ірігоєн        | Лаура Зігемунд Рената Ворачова               | 2–6, 1–6            |
| Поразка   | 14.  | 13 вересня 2015   | ITF Біарриц, Франція              | Ґрунт      | Река Луца Яні        | Башак Ерайдин Лідія Морозова                 | 4–6, 4–6            |
| Поразка   | 15.  | 16 листопада 2015 | Scottsdale Challenge, США         | Тверде     | Вікторія Голубич     | Юлія Глушко Ребекка Петерсон                 | 6–4, 5–7, [6–10]    |
| Перемога  | 11.  | 8 січня 2016      | ITF Гонконг, КНР SAR              | Тверде     | Вікторія Голубич     | Hsu Ching-wen Емма Лайне                     | 6–2, 1–6, [10–4]    |
| Поразка   | 16.  | 5 червня 2016     | Internazionali di Brescia, Італія | Ґрунт      | Сінді Бюргер         | Дебора К'єза Мартіна Кольменья               | 3–6, 6–1, [10–12]   |